# Эн-Набатия (район)
Эн-Набатия или Набати́я (араб. النبطية‎ — en-Nebatīye) — один из районов ливанской мухафазы Эн-Набатия.
Столица района — город Эн-Набатия. Площадь района составляет 304 км².